# Radegast
Radegast (Radogost, počeštěně Radhošť) je slovanský bůh, který byl ctěn polabským kmenem Ratarů. Centrem jeho kultu bylo hradiště Retra. Podle starších pramenů se hradiště nazývalo Riedigost a zde uctívaným bohem byl Svarožic. To může znamenat, že došlo k záměně jmen a jméno hradiště bylo omylem prohozeno s jménem boha. 
Většinou je Radegast pokládán za boha válečné funkce. Podle jiné teorie by mohl být mytickým hrdinou Ratarů, legendárním knížetem, který mohl být zakladatelem místní dynastie a v průběhu času byl zbožštěn, tedy jakousi obdobou českého Přemysla Oráče a polského Piasta. 
Hypotéza, že Radegast je zbožštěný gótský král Radagaisus většinou není přijímána.

## Jméno boha
Radegast je původně osobní a znamená „ten kdo je rád přijímán jako host“ a jeho užití jako jména pro člověka je doloženo v bosenském biskupovi Radegastovi zmiňovaném k roku 1189. Jméno Radegast a různé jeho varianty se také často objevuje jako toponymum v Německu, Česku, Rakousku a Polsku. Příkladem může být německé město Radegast, dvě vesnice jménem Radogoszcz v Polsku, česká hora Radhošť a stejnojmenná česká vesnice.
Podle Martina Golemy může být Radegast, stejně jako východoslovanský Stribog, analogií védského boha rodové pospolitosti Arjamana.

## Prameny
Nejasná je souvislost Radegasta se Svarožicem. V Dětmarově kronice sepsané v letech 1012 až 1018 je nejvyšší bůh Ratarů nazýván Svarožic a jméno jeho svatyně zní Riedigost. Až Adam Brémský, jenž psal přibližně od roku 1066 a čerpal z Dětmarova díla, nazývá nejvyššího boha Ratarů Riedigostem a jeho svatyni Retra. Toto jméno poté užíval i Helmold z Bosau a Saxo Grammaticus, také čerpající z kronik zmiňovaných dvou autorů. Podle archeologa Zdeňka Váni Svarožic přijal jméno Radegasta, původně místního boha, či jím byl nahrazen. K této proměně mohlo dojít v důsledku růstu politické moci Ratarů, při které solární Svarožic získal spíše válečné atributy a stal se zároveň ochranným božstvem jejich kmene.

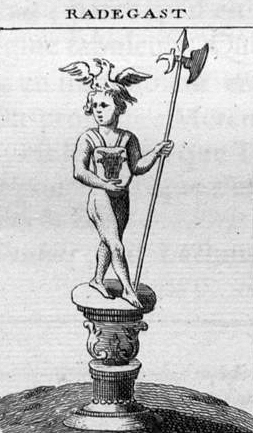
Radegast od Bernarda de Montfaucon, 1722

Adam Brémský se o Radegastovi zmiňuje slovy:
| „ | Ve středu mezi nimi sídlí nejmocnější ze všech Rataři a jejich město, nejpohanštější Retra, je sídlem modloslužebnictví. Zde je vystavěn velký chrám démonům, jejichž knížetem je Radegast. Jeho modla je ze zlata, lůžko vyložené purpurem. Tato obec má devět bran a odevšad ji obklopuje hluboké jezero. Přechod umožňuje dřevěný most, po němž smějí přejít jen ti, kdo nesou obětní dary nebo žádají odpověď. To vše má znamenat, jak věřím, že ztracené duše těch, kdo slouží modlám, „devětkrát obteká a uzavírá Styx“.“ | “ |

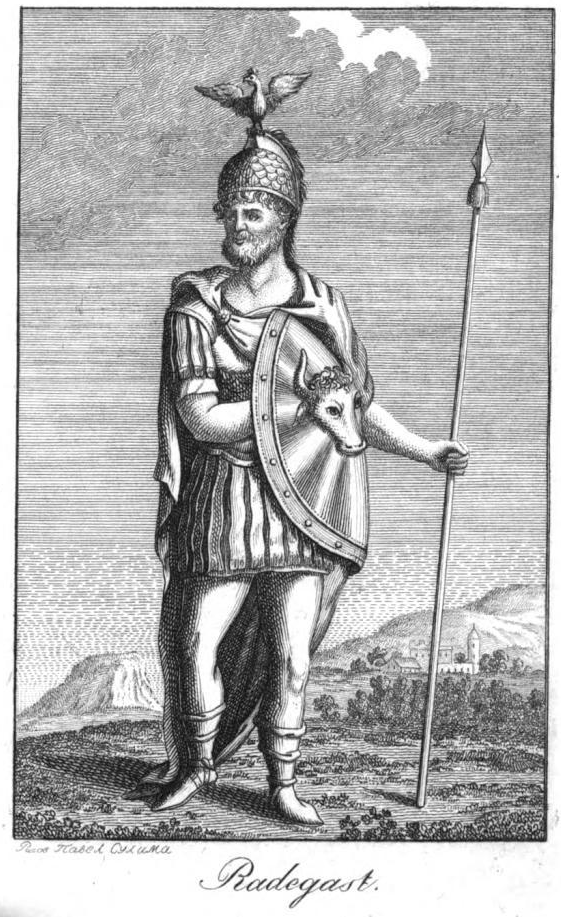
Radegast od A. C. Kaisarova, 1804

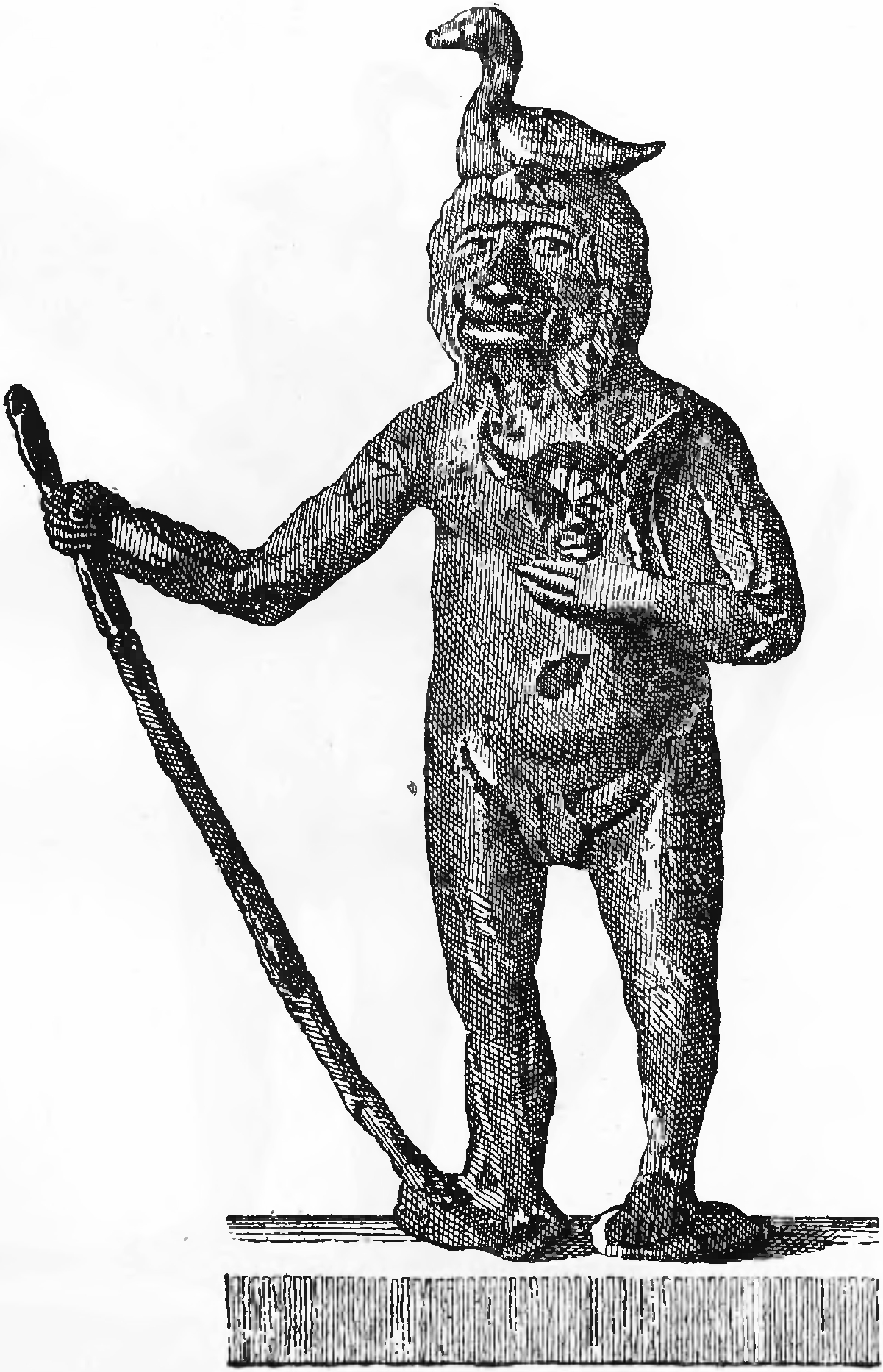
Radegast ze sbírky Prillwitzských idolů z 18. století

Na jiném místě svém kroniky pak uvádí:
| „ | Stařičkého biskupa Jana s jinými křesťany zajali ve Veligardě, aby sloužil k triumfu. Pro vyznávání Krista ho tloukli holemi, pak ho vodili několika slovanskými městy k zábavě lidu, a když ho nemohli odvrátit od Kristova jména, uťali mu ruce a nohy a jeho tělo pohodili na náměstí. Pohané mu pak usekli hlavu, nabodli ji na kopí a na znamení vítězství obětovali svému bohu Radegastovi 10. listopadu.“ | “ |

Adam Brémský také uvádí, že v odvetě za tento čin roku 1068 biskup Burchard z Halberstadtu svatyni vyvrátil a odjel na Radegastově/Svarožicově posvátném bílém koni. Chrám v Retře tím zanikl a úlohu hlavního božstva zaujal Svantovít a jeho svatyně v Arkoně.
Helmold z Bosau v druhé polovině 12. století popisuje Retru a Radegastovu svatyni takto:
| „ | Za mírným tedy Odry tokem a rozličnými plemeny Pomořanů skýtá se západním směrem kraj Vinulů těch jež se jmenují Dolencové či Ratarové; jejich nejznámější město je Ratara, sídlo modlářství. Chrám veliký je tam postaven ďáblům, jejichž kníže je Redegast. Jeho socha je vyzdobena zlatem, jeho lože nachem. Město samo má deset bran ze všech stran uzavřených hlubokým jezerem; dřevěný most skýtá přechod, který je dovolen jen obětujícím nebo žádajícím odpovědi. | “ |

## Kultura

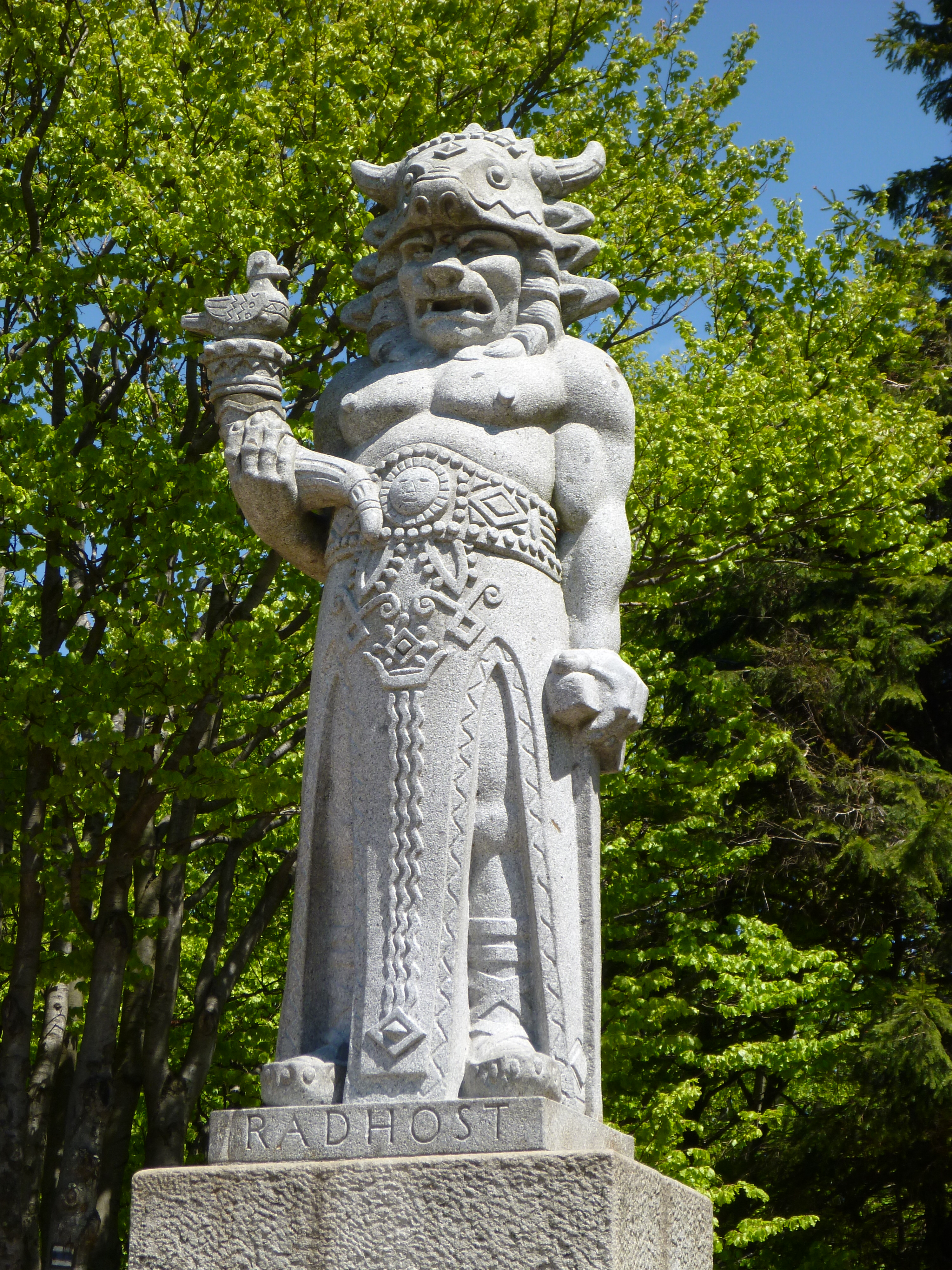
Radegast od Albína Poláška na Radhošti

Počátek zájmu o Radegasta, stejně jako o jiné bohy polabských Slovanů se datuje do Německa 17. a 18. století. V té době vznikly takzvané Prillwitzské idoly, padělky sošek z nichž některé zobrazují také Radegasta. V pravost těchto idolů věřil například Josef Růžička, amatérský badatel který na počátku 20. století označil Radegasta za sluneční božstvo, jehož hlavním svátkem byl letní slunovrat, ctěné také v Lužici, v Čechách a na Moravě. Jméno Radegast je uvedeno také v jedné z falšovaných glos ve staročeském slovníku Mater Verborum.
Z prillwitzských idolů vychází také stejnojmenná socha Albína Poláška z roku 1929 z betonu a kameninové drti umístěná původně na vrcholu Radhoště. Od roku 1998 se na Radhošti nachází její kopie z žuly, zatímco originál je umístěn na radnici Frenštátu pod Radhoštěm. Druhá kopie sochy je umístěna v Zoologické zahradě Praha.
V pohádkové knize Ivana Hudce Mýty a báje starých Slovanů Radegast vystupuje jako bůh noci spojený se západem, který má rád hostiny.
Dále nese jméno tohoto boha české pivo Radegast a dále americká black-metalová skupina Radegast. V neposlední řadě je možné, že se Radegastovým jménem inspiroval spisovatel J. R. R. Tolkien při tvorbě postavy čaroděje Radagasta Hnědého.